# Општина Лудешти (Дамбовица)
Лудешти (рум. Ludeşti) општина је у Румунији у округу Дамбовица.
Oпштина се налази на надморској висини од 320 m.